# Maldivische rufiyaa
De Maldivische rufiyaa is de munteenheid van de Malediven. Eén rufiyaa is honderd laari. Rufiyaa is een afgeleide vorm van de roepie.
De volgende munten worden gebruikt: 1, 2, 5, 10, 25 en 50 laari, 1 en 2 rufiyaa. Het papiergeld is beschikbaar in 5, 10, 20, 50, 100, 500 en 1000 rufiyaa.
Het eerste geld op de Malediven waren Iraanse zilveren larins in de 17e eeuw in de vorm van vishaken. De eerste munten waren ronde zilveren larins uitgegeven door de sultans uit Mali onder Sultan Ibrahim Sikandar I (1648-87).
Daarna circuleerden de Ceylonse roepies (LNR) tot de jaren vijftig van de 20e eeuw. Een andere munt (MVP) werd in 1947 ingevoerd in een verhouding van 1:1 tot de Ceylonse roepie, toen de regering van de Malediven geld begon uit te geven. Tot 1976 werden ook Britse ponden geaccepteerd, aangezien er een basis van het Verenigd Koninkrijk op het eiland was. De Maldivische rufiyaa (MVR) verving de Maldivische roepie in 1981. Transacties in Amerikaanse dollars, die tot dan toe ook plaatsvonden, werden toen op de Malediven verboden.